# لا يمكن الجمع بين الأمر ونقيضه
«لا يمكنك أن تجمع بين الأمر ونقيضه» هو مثل إنجليزي شعبي اصطلاحي أو تشبيه بلاغي. هذا المثل يعني حرفيًا «لا يمكنك الاحتفاظ بكعكة وأكلها أيضًا في الوقت نفسه»، إي فور أن تؤكل الكعكة ستختفي، لذا يمكن استخدامه للقول إنه لا يمكن للمرء أن يمتلك شيئين غير متوافقين، أو أنه لا ينبغي لأحد أن يحاول الحصول على أكثر مما هو معقول. معنى المثل يشبه العبارات التالية «لا يمكنك أن تنجح في موضوعين مختلفين»، و«لا يمكنك أن تجمع بين الحسنيين».
بالنسبة إلى من ليسوا على دراية بهذا المثل، قد يبدو مربكًا بسبب غموض الكلمة الإنجليزية (have) الواردة ضمن سياقه، إذ يمكن أن تعني «احتفظ» أو «أن يكون في حوزة المرء»، ولكن يمكن استخدامها أيضًا مرادفًا لكلمة «أكل» (مثلًا، لتناول الإفطار). يجد بعضهم أن الشكل الشائع للمثل غير صحيح أو غير منطقي ويفضلون بدلًا من ذلك: «لا يمكنك أن تحتفظ بكعكتك، وتتناولها أيضًا» في الواقع، كان هذا هو الشكل الأكثر شيوعًا للتعبير حتى الثلاثينيات والأربعينيات من القرن الماضي، في حين تجاوز متغير تناول الطعام واستُخدم إصدار آخر أقل شيوعًا وهو (الاحتفاظ) نيابةً عن (التملك).
يوضح الاختيار بين الاحتفاظ بالكعكة وأكل الكعكة مفهوم المقايضات أو تكلفة الفرصة البديلة.
1. 1 2  "Definition of cake in English". Oxford Dictionaries. مؤرشف من الأصل في 2017-08-23.
2. ↑  Fitzpatrick، John R (15 يونيو 2006). John Stuart Mill's Political Philosophy: Balancing Freedom and the Collective Good. ص. 154. ISBN:9781847143440. مؤرشف من الأصل في 2022-10-30.
3. ↑  Fullbrook، Edward (21 أكتوبر 2008). Ontology and Economics: Tony Lawson and His Critics. ص. 17. ISBN:9780203888773. مؤرشف من الأصل في 2022-10-30.
4. ↑  Suits، Daniel Burbidge (1973). Principles of economics. ص. 49. ISBN:9780060465285. مؤرشف من الأصل في 2022-10-30.

## التاريخ والأعراف
يوجد تسجيل مبكر لهذه العبارة في رسالة بتاريخ 14 مارس 1538 من توماس دوق نورفولك إلى توماس كرومويل، إذ «لا يمكن للرجل الاحتفاظ بكعكته وأكلها» تحدث العبارة مع الجمل المعكوسة في حوار جون هيوود الذي يتضمن عددًا من جميع الأمثال باللسان الإنجليزي من عام 1546، مثلًا «هل يمكنك أن تأكل كعكتك، وتحتفظ بها؟». في بلاء الحماقة لجون ديفيس عام 1611، استُخدمَ الترتيب نفسه، حيث «لا يمكن للرجل أن يأكل كعكته، وتبقى».
في مهزلة جوناثان سويفت «محادثة مؤدبة» في عام 1738، تُجيب شخصية السيدة بقولها: «إنها لا تستطيع أن تأكل كعكتها وتحتفظ بها». عُكس الترتيب في هذا الاقتباس بعد وفاتها من «محادثة مؤدبة» في عام 1749 بعنوان: «قيل وقال، أو ذوق على الموضة»، إذ «لا يمكنها الحصول على كعكتها وأكلها». يمكن العثور على نسخة حديثة من عام 1812، «لا يمكننا الاحتفاظ بكعكتنا وأكلها أيضًا». يمكننا العثور عليها في نُسخ من وثائق الحرب 1812 (1959) للكاتب آر سي كنوبف.
حسب ما وردَ في موقع غوغل عارض نغرام، وهو محرك بحث يرسم ترددات العبارات على مدار العقود، كان ترتيب تناول الطعام هو البديل الأكثر شيوعًا (على الأقل في الشكل المكتوب) قبل أن يتجاوزه إصدار تناول الطعام في ثلاثينيات وأربعينيات القرن الماضي.
في عام 1996، لعِب مصطلح تناول الطعام دورًا مهمًا في القبض على المجرم الأشيب (اسمه الحقيقي تيد كاكزينيسكي)، إذ صرح هذا الإرهابي في بيانٍ له أرسله إلى الصحف في أعقاب تفجيراته، دعا فيه إلى التراجع عن الثورة الصناعية، إذ كتب: «أما بالنسبة للعواقب السلبية للقضاء على المجتمع الصناعي، حسنًا، لا يمكنك أن تأكل كعكتك وتحتفظ بها أيضًا». لاحظ جيمس ر. فيتزجيرالد، العالم اللغوي في مكتب التحقيقات الفيدرالي، هذا البديل غير المألوف (في ذلك الوقت) للمثل، واكتشف لاحقًا أن كاتشينسكي قد استخدم المثل أيضًا في رسالة إلى والدته وهذا من الأدلة التي أدت إلى التعرف عليه واعتقاله.
استخدمت الكلاسيكية كاثرينا فولك من جامعة كولومبيا هذا المثل في كتابها لعام 2002 لوصف تطور الصور الشعرية في الشعر اللاتيني التعليمي، وسمّت المبدأ الكامن وراء اعتماد الصور وتطبيقها «امتلك شيئين في الوقت نفسه».